# Más allá de la aventura
 Más allá de la aventura  es una película de Argentina filmada en Eastmancolor dirigida por Oscar Barney Finn sobre  el guion de Vicente Caputo con diálogos de Oscar Viale que se estrenó el 4 de diciembre de 1980 y que tuvo como actores principales a Andy Pruna, Catherine Alric, Marcos Zucker y Mario Casado. Tiene escenas de exteriores filmadas en Cataratas del Iguazú, París y Península Valdés.

## Sinopsis
Una periodista llega a la Argentina para investigar la caída de un aerolito.

## Reparto
- Andy Pruna
- Catherine Alric
- Marcos Zucker
- Mario Casado
- Marcelo Vittola
- Guillermo Tonnellier
- Lilian Riera
- Francois Dounlonger
- Mariano Van Heldren
- Oscar Barney Finn
- Mario Vitali

## Comentarios
Jorge Miguel Couselo en Clarín dijo:

«…surge la impresión de un desganado caos que alguien trató de ordenar, sin otra posibilidad que el insuficiente material a la vista.»

Fernando Masllorens opinó en Convicción :

«La aventura de filmar sin guion acaba siempre mal.»

Manrupe y Portela escriben:

«La popularidad del investigador Andy Pruna derivó en esta película argumental insólita y poco documental. Sin embargo, éste la abandonó al promediar la filmación, por lo que el guion sufrió muchas modificaciones.»